# Slamavskiljare
Slamavskiljare är en del av avloppssystemet för hus som inte är kopplat till ett kommunalt reningsverk. Toalettvatten (svartvatten) eller BDT-vatten (gråvatten) skall gå igenom en slamavskiljare innan det går vidare till en avloppsinfiltrationsanläggning. I slamavskiljaren finns en eller flera kammare som låter slammet i avloppsvattnet sedimentera. En trekammarbrunn är en slamavskiljare med tre kammare innan vattnet går vidare. För att inte få problem med sitt avloppssystem måste man tömma sin slamavskiljare regelbundet. Det är kommunerna som har ensamrätt på tjänsten, då avloppsslam fortfarande idag ses som ett hushållsavfall.